# 佩列里茲尼夫卡
49°23′44″N 36°23′49″E / 49.39556°N 36.39694°E
佩雷里茲尼夫卡（烏克蘭語：Перерізнівка）是位於烏克蘭東部的村莊，由哈爾科夫州洛佐瓦區的阿列克西伊夫卡市鎮負責管轄。該村距離卡米揚卡1公里，始建於1917年，面積0.14平方公里，海拔高度148米，2001年人口11。